# Приборная доска
Приборная доска (в авиации)

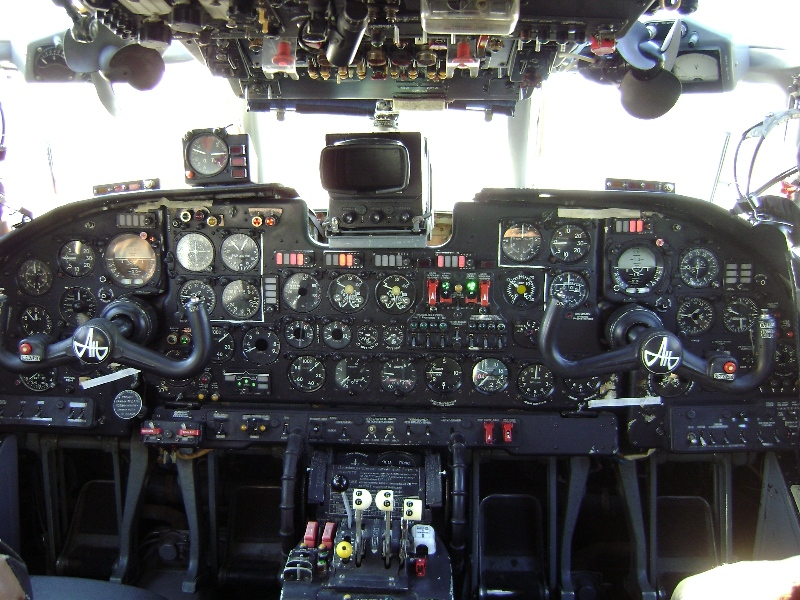

Вертикальная передняя панель в кабине экипажа, предназначенная для размещения на ней технических средств отображения информации — экранов, индикаторов, указателей, табло, сигнальных ламп, а также органов управления системами и агрегатами летательного аппарата — рукояток, тумблеров, кнопок и т. п. Может быть цельным изделием или состоять из панелей или пультов. Однако даже при конструктивно цельной приборной доске всё равно может условно различаться на П.Д левого и правого лётчиков, так как все доски, пульты, щитки, панели в кабине воздушного судна имеют нумерацию или собственное наименование, с целью полного исключения неопределённости понимания. К боковым, верхним, нижним, средним и задним панелям и пультам в кабине воздушного судна термин приборная доска не применяется.
Приборная доска обычно делается откидной, для обеспечения доступа к приборам и арматуре, с целью технического обслуживания. Кроме того, приборные доски часто устанавливают на амортизаторах, для гашения вибрационных и ударных нагрузок, отрицательно воздействующих на точные приборы и электронику.
В англоязычной технической документации применяется термин «контрольная панель».

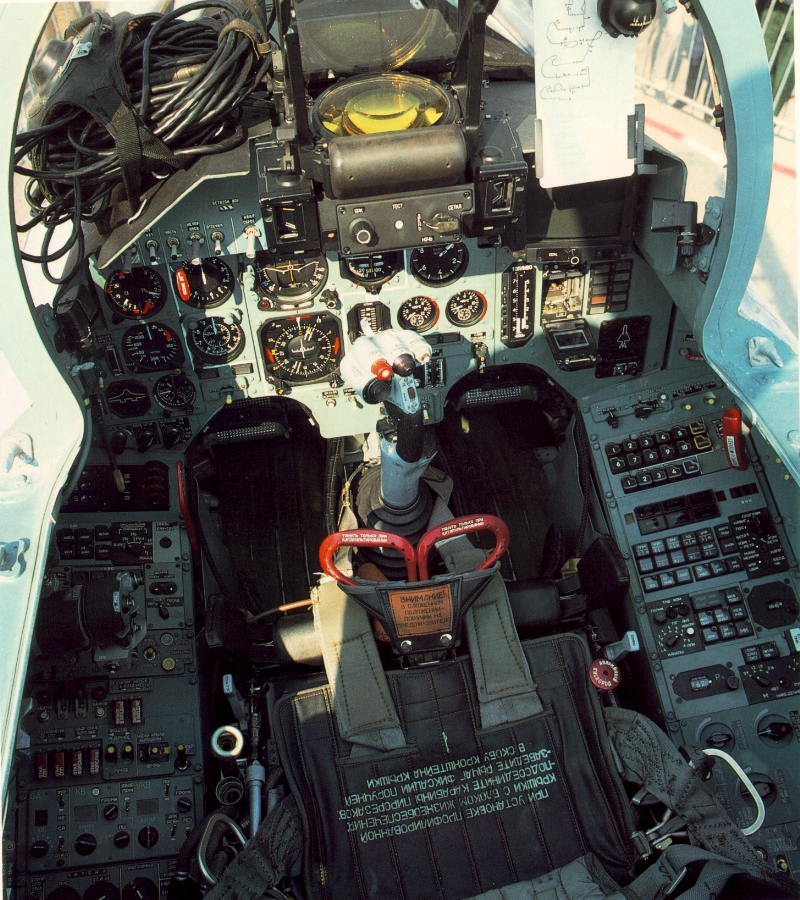

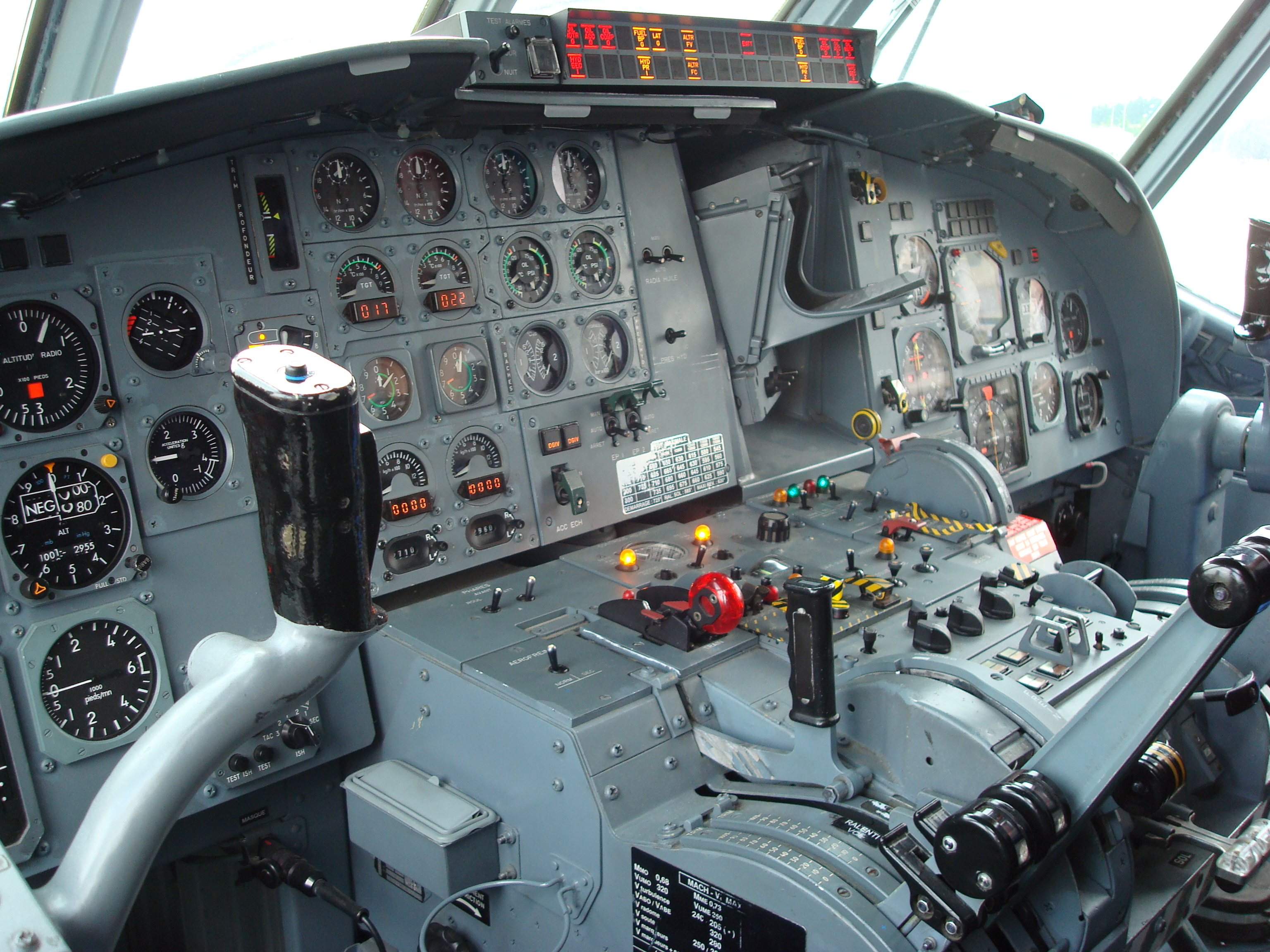

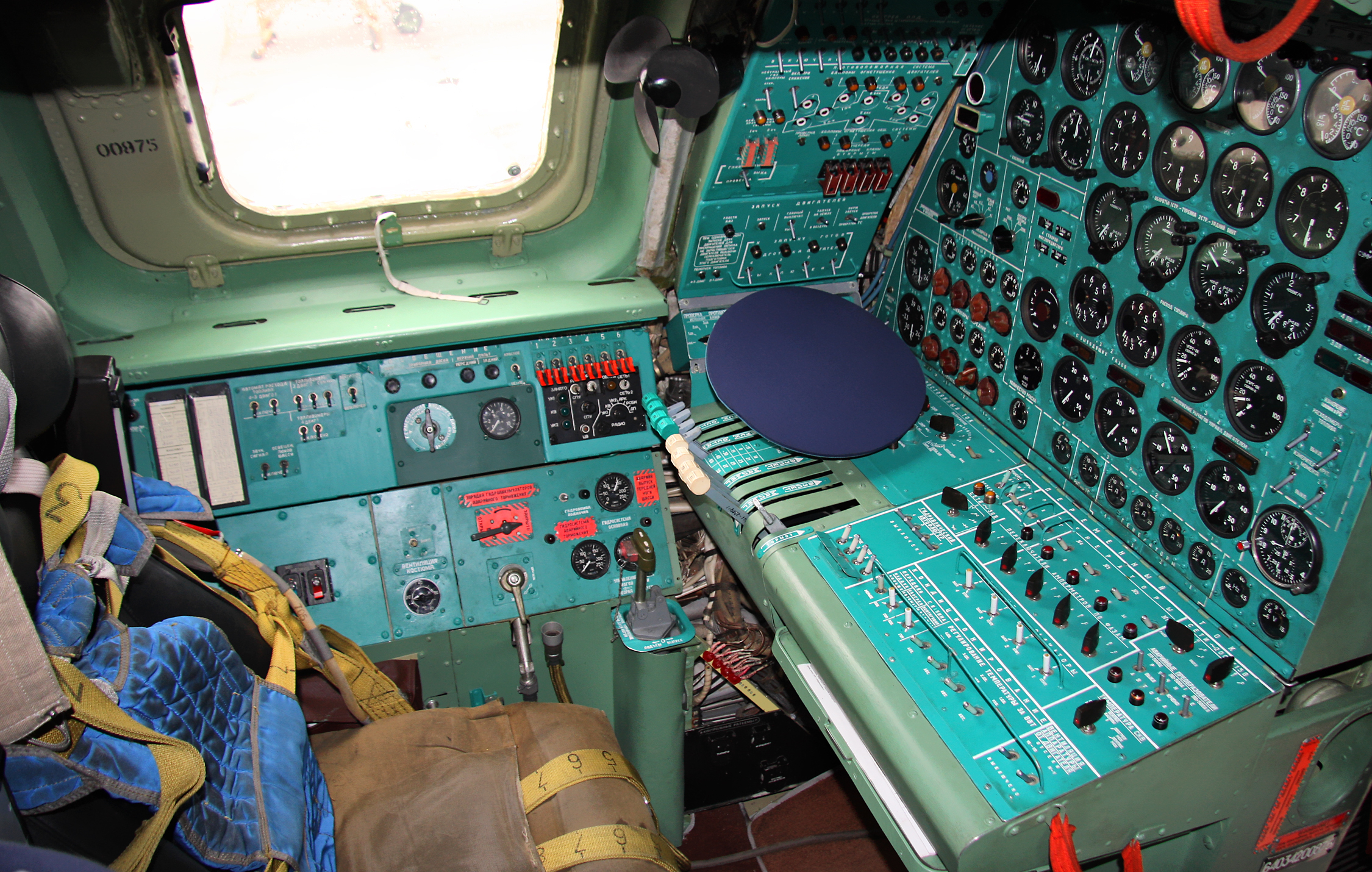
Место бортинженера Ту-95МС

## Принцип построения
Восприятие и переработка информации о состоянии летательного аппарата и его систем является основным содержанием деятельности лётчика. Темп поступления информации характеризуется как высокий, что обусловлено динамикой полёта Л. А., при этом на лётчика действуют ряд факторов, существенно мешающих восприятию — перепады давления, шумы и вибрации, перегрузки, изменения освещённости и температуры в кабине. При полёте вне видимости земли (ночью или в облаках) лётчик обращается к показаниям приборов от 50 до 150 раз в минуту, задерживая взгляд на каждом на время 0,3-0,9 сек. За это время в принципе невозможно считывать показания, и лётчик лишь убеждается, что стрелка прибора или индикатор приблизительно находятся в положении, соответствующем данному режиму полёта. При необходимости точно считать показания, взгляд задерживается на более длительное время — до нескольких секунд.
При ручном управлении Л. А. основными приборами, которыми пользуется лётчик, являются авиагоризонт, вариометр, высотомер и указатель скорости. При этом на авиагоризонт лётчик смотрит в пять раз чаще, а на вариометр в три раза, чем на остальные названные приборы. Поэтому эти приборы должны располагаться в центре приборной доски, напротив взгляда. Приборы, измеряющие связанные параметры, должны находится рядом. Необходимо учитывать, что физиологически человеку проще переносить взгляд горизонтально, а не вертикально. Кроме того, чёрный цвет фона приборной доски действует угнетающе.
По выработанной системе, в одноместной кабине пилота на приборной доске в центре находятся главные пилотажно-навигационные приборы, слева находятся вспомогательные, а справа — приборы контроля силовых установок и самолётных систем, а также сигнальные табло. В двухместной пилотской кабине пилотажно-навигационные приборы находятся перед каждым пилотом в центре — то есть справа и слева от середины доски. Средняя часть приборной доски занята приборами контроля СУ и систем. Сигнальные табло устанавливаются в ряд на козырьке приборной доски или в верхней части.
Грамотная компоновка приборной доски очень важна для нормальной работоспособности лётчика и разработчики стараются соблюдать основные требования авиационной эргономики. Это в равной степени также относится к приборным доскам остальных членов экипажей летательных аппаратов.